# Totally Accurate Battle Simulator
Totally Accurate Battle Simulator (TABS) ist ein von Landfall entwickeltes Ragdoll-Schlachtsimulation-Computerspiel, welches seit dem 1. April 2019 im Early Access auf Steam erhältlich ist. Ein Spinoff mit dem Titel Totally Accurate Battlegrounds wurde am 5. Juni 2018 als Satire des Battle-Royal-Genres veröffentlicht.

## Spielprinzip
Dem Spieler wird eine Reihe von gegnerischen Soldaten verschiedener Einheitentypen gegenübergestellt und er muss seine eigenen Einheiten auf der gegenüberliegenden Seite des Schlachtfeldes platzieren. Nachdem der Spieler auf den Startknopf geklickt hat, eilen die beiden Seiten dann aufeinander zu und bekämpfen sich gegenseitig. Der Spieler kann die Kamera um die Karte schwenken und das Schlachten zu verfolgen. Das Match endet, wenn eine Seite alle gegnerischen Soldaten besiegt hat. Die öffentliche Alpha enthält eine kurze 20-Stufen-Kampagne mit einer Vielzahl von Karten mit verschiedenen gegnerischen Armeen. Jede Stufe hat ein festgelegtes Preislimit, aber der Spieler kann beliebig viele Truppen kaufen, solange er das Limit nicht überschreitet. Es gibt auch einen Sandbox-Modus, der keine Preisgrenzen enthält.

## Entwicklung
Das Spiel wurde während einem einwöchigen Game Jam in einem schwedischen Schloss gemacht. Landfall Games hat den Download für Personen freigegeben, die sich im Juli 2016 auf ihrer Website registriert haben. Das Spiel wurde im November 2016 in Open Alpha veröffentlicht, während das geschlossene Alpha im Dezember 2016 veröffentlicht wurde. Die Vollversion des Spiels wurde am 1. April 2019 in Early Access auf Steam für Windows und macOS veröffentlicht.

## Rezeption
Das Spiel wurde als „lebendige und alberne Einstellung zum chaotischen Kampf“ bezeichnet und habe „alberne Grafiken und eine Art wackelige Körperphysik“, was Teil des „charmanten Reizes eines ansonsten realistischen Simulators“ ist. Es wurde auch als „brillant in seiner Einfachheit“ und „hervorragend“ beschrieben.